# Croft-on-Tees
Croft-on-Tees is een civil parish in het bestuurlijke gebied Richmondshire, in het Engelse graafschap North Yorkshire met 466 inwoners.

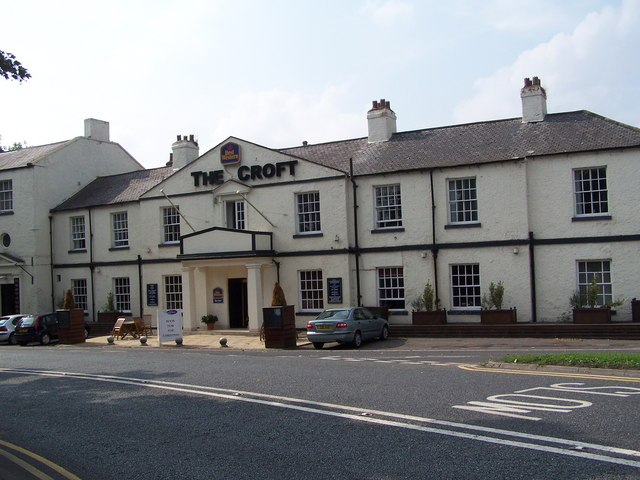
The Croft Hotel
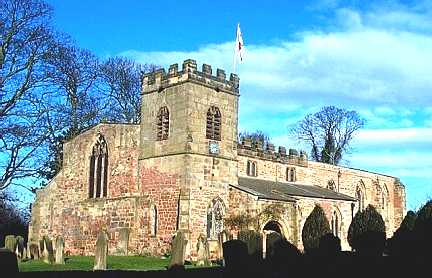
Kerk van St Peter